# Райс (пролив)
Райс (англ. Rice Strait) — пролив между островами Элсмир и Пим на территории Нунавут, Канада. Он соединяет залив Росс на юге с заливом Бьюкенен на севере.
Пролив назван в честь Джорджа Райса (1855—1884), который был фотографом экспедиции Адольфа Грили в залив Леди-Франклин, а также корреспондентом New York Herald.

## Климат
Климат тундровый. Средняя температура составляет −16 °C. Самый тёплый месяц — июль, при температуре 2 °С, а самый холодный февраль, при температуре −25 °С.